# مک‌آدی (دهانه)
مک‌آدی یک دهانه برخوردی در ماه‌ است.